# Partito Popolare Cambogiano
Il Partito Popolare Cambogiano (Kanakpak Pracheachon Kâmpuchéa) è un partito politico cambogiano fondato nel 1958. Ha assunto l'odierna denominazione nel 1991: in precedenza si chiamava Partito Rivoluzionario del Popolo Kampucheano ed era il partito unico della Repubblica Popolare di Kampuchea. Nel 1991 si allontanò dal comunismo ed assunse posizioni centriste.
Hun Sen, primo ministro cambogiano, è attualmente il presidente del Partito.

## Storia

### Radici storiche
Il primo Partito Rivoluzionario del Popolo Kampucheano fu fondato nel 1951 quando il Partito Comunista Indocinese si divise in tre partiti: uno per il Vietnam, uno per il Laos e uno per la Cambogia, appunto il PRPK. Nel 1960 esso divenne il Partito dei Lavoratori della Kampuchea, nel 1966 il Partito Comunista di Kampuchea.

### La fondazione
La Repubblica Popolare venne fondata nel 1979 dopo l'invasione vietnamita e il rovesciamento della Kampuchea Democratica, ma il primo Congresso del Partito si tenne solo nel maggio 1981; la necessità di fondare un partito comunista unico fu dettata principalmente dalla volontà, da parte vietnamita, di far apparire la Cambogia quanto più indipendente possibile, anziché uno Stato fantoccio. Già nel 1979 venne fondata l'Associazione Nazionale delle Donne per la Salvezza della Kampuchea, che successivamente divenne l'ala femminile del Partito.
Il primo Congresso del PRPK si tenne nel maggio del 1981, ma già prima (in data sconosciuta) si tenne il "Congresso di ricostruzione", o "terzo Congresso" (la denominazione "terzo Congresso" stava a indicare la continuità del PRPK con quello fondato nel 1951, e al contempo negava i congressi del 1963, 1975 e 1978, ovvero quelli del PCK di Pol Pot). Poco si sa del Congresso di ricostruzione, se non che venne eletto un Comitato Centrale molto ristretto, con Pen Sovan primo segretario, e che il Partito aveva solo 66 membri circa.

### Dal quarto Congresso
Dal 26 al 28 maggio 1981 si tenne pubblicamente il quarto Congresso. Nel suo rapporto, Pen Sovan condannò la "dottrina ultranazionalista di Pol Pot", definì il PRPK un "forte partito marxista-leninista" ed indicò, fra gli obiettivi della Repubblica Popolare, l'implementazione della direzione collettiva, la lotta al culto della personalità e l'alleanza con URSS, Vietnam e Laos. Pen insistette molto sul fatto che il PCK polpottiano era un partito traditore e rinnegato. Il Partito assistette ad un notevole miglioramento organizzativo dal Congresso di ricostruzione ed elesse il suo primo Politburo.
Pen Sovan venne confermato segretario generale e fu circondato da dirigenti provenienti perlopiù dalla lotta per l'indipendenza degli anni '50, o che avevano passato anni di studio o di esilio in Vietnam. Di fatto, però, il potere stava nelle mani di Heng Samrin, "l'uomo di Hanoi", che era allora presidente del Consiglio di Stato e che sostituì lo stesso Pen pochi mesi dopo il quarto Congresso.

### La direzione di Heng Samrin
Il 4 dicembre 1981, fu dato l'annuncio che Heng Samrin avrebbe sostituito Pen Sovan alla carica di segretario generale del Partito; Pen, a quanto si disse, si trovava in "riposo" in Vietnam, ma sembra che sia stato in realtà epurato per la sua scarsa propensione ad accettare l'occupazione vietnamita. Heng al contrario riconobbe ufficialmente il controllo di Hanoi, in particolare cambiando l'anniversario della fondazione del PRPK dal 19 febbraio al 28 luglio, per evitare che fosse prima di quello del Partito Comunista del Vietnam, fondato in marzo.
Quando Heng divenne segretario, il numero dei membri del Partito andava dai 600 ai 1.000 elementi, ancora troppo pochi per il partito di massa che si voleva creare. Heng quindi diede grande impeto all'espansione del Partito in ogni ambito, arrivando nel 1985 a dargli più di 7.000 membri.
Dal 13 al 16 ottobre 1985 si tenne il quinto Congresso, a seguito di un'ulteriore campagna di reclutamento che vide l'entrata in blocco di 4.000 nuovi membri. Nel suo rapporto, Heng esaltò la riorganizzazione e ricostruzione del Partito, dichiarando trionfalmente di avere sconfitto ogni "pericolo di autoritarismo", ma palesando forti tendenze al burocratismo e all'arroganza; inoltre dichiarò che, insieme ai "volontari vietnamiti", il governo cambogiano era riuscito ad annientare definitivamente la resistenza (quest'ultima dichiarazione era evidentemente mera propaganda). Inoltre, Heng delineò il primo piano economico quinquennale (1985-1990), aprendo al settore privato, e indicò nell'alleanza con l'URSS e il Vietnam la garanzia per il successo del socialismo cambogiano.

### Il Partito del Popolo
Il 1985 fu un anno importante anche perché il Vietnam cominciò ad intavolare colloqui di pace fra la resistenza di Norodom Sihanouk ed il governo cambogiano. Il moderato Hun Sen, divenuto primo ministro, ebbe il controllo effettivo del Paese per favorire il ritorno della monarchia. Un partito comunista al potere diveniva quindi obsoleto.
Nel 1991 Heng dovette cedere la leadership del Partito, che rinnegò il marxismo-leninismo e si rinominò Partito del Popolo Cambogiano, con Chea Sim presidente, Heng presidente onorario e Hun Sen vicepresidente, anche se di fatto è lui a guidare il Partito. Hun fu peraltro candidato primo ministro del PPC in tutte le elezioni (1998, 2003, 2009), che vinse continuamente.
In seguito all'abbandono del marxismo-leninismo il partito ha assunto posizione conservatrici, liberiste e monarchiche, aderendo all'Internazionale Democratica Centrista.
Il vero potere del PPC risiede nel fatto che molti funzionari governativi e membri di spicco delle forze armate sono suoi membri o comunque sostenitori.

### Risultati elettorali
Il PPC ha visto una costante crescita elettorale nel corso della propria storia.
Nel 1993, nelle prime elezioni dopo la rimozione della repubblica popolare, ottenne il 38%, divenendo il secondo partito. Nel 1998, in elezioni tenutesi in un grave clima di intimidazioni e violenze, ottenne il 52%, divenendo primo partito. Nel 2003 calò al 47,3% ma restò primo partito con la maggioranza relativa. Nelle elezioni per il Senato del 2006 ottenne 43 seggi su 53. Infine nel 2008 ottenne il 58,11% dei voti nell'Assemblea Nazionale; dal 2023 vi detiene 120 seggi su 125.

## Capi del partito
- Tou Samouth (21 settembre 1951 - 30 settembre 1960)
- Pen Sovan (5 gennaio 1979 - 5 dicembre 1981)
- Heng Samrin (5 dicembre 1981 - 17 ottobre 1991)
- Chea Sim (17 ottobre 1991 - 8 giugno 2015)
- Hun Sen (20 giugno 2015 - in carica)